# Шоул-Рівер 65A
Шоул-Рівер 65A (англ. Shoal River Indian Reserve 65A) — індіанська резервація в Канаді, у провінції Манітоба, у межах невключеної частини переписної області №19.

## Населення
За даними перепису 2016 року, індіанська резервація нараховувала 810 осіб, показавши зростання на 1,0%, порівняно з 2011-м роком. Середня густина населення становила 230,8 осіб/км².
З офіційних мов обидвома одночасно володіли 5 жителів, тільки англійською — 805. Усього 225 осіб вважали рідною мовою не одну з офіційних, з них усі — одну з корінних мов.
Працездатне населення становило 37,1% усього населення, рівень безробіття — 38,9%.
Середній дохід на особу становив $16 917 (медіана $11 232), при цьому для чоловіків — $13 418, а для жінок $20 416 (медіани — $5 925 та $16 000 відповідно).
27,8% мешканців мали закінчену шкільну освіту, не мали закінченої шкільної освіти — 55,7%, 16,5% мали післяшкільну освіту, з яких 31,3% мали диплом бакалавра, або вищий.
| Статево-вікова структура населення | Статево-вікова структура населення | Статево-вікова структура населення | Статево-вікова структура населення | Статево-вікова структура населення |
| ---------------------------------- | ---------------------------------- | ---------------------------------- | ---------------------------------- | ---------------------------------- |
|                                    |                                    |                                    |                                    |                                    |
| Всього                             | Всього                             | 51,6%48,4%                         |                                    |                                    |
| 0 — 14 років                       | 0 — 14 років                       |                                    | 40,1%                              | 40,1%                              |
| 15 — 64 років                      | 15 — 64 років                      |                                    | 56,8%                              | 56,8%                              |
| 65 і більше                        | 65 і більше                        |                                    | 3,1%                               | 3,1%                               |
| Середній вік (років)               | Середній вік (років)               | 25,225,1                           | 25,1                               | 25,1                               |
| Медіана (років)                    | Медіана (років)                    | 19,021,1                           | 20,0                               | 20,0                               |
| — чоловіки — жінки                 |                                    |                                    |                                    |                                    |

| Походження мешканців:     | Походження мешканців:     | Походження мешканців: | Походження мешканців: | Походження мешканців: |
| ------------------------- | ------------------------- | --------------------- | --------------------- | --------------------- |
| Походження                |                           |                       | осіб                  | %                     |
| Корінні американці        | Корінні американці        |                       | 805                   | 99.38%                |
| Інше північноамериканське | Інше північноамериканське |                       | 0                     | 0%                    |
| Європейське               | Європейське               |                       | 20                    | 2.47%                 |
| британське                | британське                |                       | 15                    | 1.85%                 |
| французьке                | французьке                |                       | 10                    | 1.23%                 |
| Африканське               | Африканське               |                       | 10                    | 1.23%                 |

## Клімат
Середня річна температура становить 1,1°C, середня максимальна – 22,2°C, а середня мінімальна – -24,3°C. Середня річна кількість опадів – 582 мм.
| Клімат поселення                              | Клімат поселення | Клімат поселення | Клімат поселення | Клімат поселення | Клімат поселення | Клімат поселення | Клімат поселення | Клімат поселення | Клімат поселення | Клімат поселення | Клімат поселення | Клімат поселення | Клімат поселення |
| Показник                                      | Січ.             | Лют.             | Бер.             | Квіт.            | Трав.            | Черв.            | Лип.             | Серп.            | Вер.             | Жовт.            | Лист.            | Груд.            |                  |
| Середній максимум, °C                         | −12,74           | −8,97            | −2,45            | 6,90             | 14,72            | 20,70            | 22,16            | 20,91            | 14,71            | 7,88             | −2,44            | −11,12           |                  |
| Середня температура, °C                       | −18,52           | −14,75           | −8,24            | 1,11             | 8,94             | 14,94            | 18,40            | 17,20            | 10,98            | 4,15             | −6,17            | −14,84           |                  |
| Середній мінімум, °C                          | −24,3            | −20,52           | −14,01           | −4,68            | 3,15             | 9,15             | 14,70            | 13,47            | 7,26             | 0,42             | −9,89            | −18,57           |                  |
| Норма опадів, мм                              | 24               | 19               | 28               | 35               | 56               | 88               | 86               | 75               | 69               | 44               | 31               | 27               |                  |
| Середньомісячна швидкість вітру, м/с          | 3.40             | 3.40             | 3.50             | 3.70             | 3.80             | 3.60             | 3.30             | 3.30             | 3.70             | 3.80             | 3.70             | 3.50             |                  |
| Середньомісячна сонячна радіація, кДж/м²·день | 3586             | 7001             | 12539            | 17434            | 20678            | 21562            | 21440            | 17770            | 11930            | 6869             | 3613             | 2701             |                  |
| --------------------------------------------- | ---------------- | ---------------- | ---------------- | ---------------- | ---------------- | ---------------- | ---------------- | ---------------- | ---------------- | ---------------- | ---------------- | ---------------- | ---------------- |
| Джерело:                                      |                  |                  |                  |                  |                  |                  |                  |                  |                  |                  |                  |                  |                  |